# هيوا عبد الرحمن رسول
هيوا عبد الرحمن رسول، المعروف باسم "تريبل إكس" من قبل حراسه الأمريكيين، كان أول محتجز "شبح" يتم الاعتراف به علنًا من قبل السلطات الأمريكية.
تم القبض عليه من قبل القوات الكردية في العراق في يونيو أو يوليو 2003، وتم تسليمه إلى وكالة المخابرات المركزية التي اعتقدت أنه عضو في جماعة أنصار الإسلام. ثم تم نقله إلى سجن تابع لوكالة المخابرات المركزية في أفغانستان.
أبلغ جاك إل. غولدسميث، ممثل مكتب المستشار القانوني، ألبرتو ر. غونزاليس في أكتوبر 2003 بأن رسول محمي قانونيًا بموجب اتفاقية جنيف الرابعة، ويجب إعادته قانونيًا إلى العراق.
في 16 يونيو 2004، اعترف وزير الدفاع دونالد رامسفيلد بأنه قد أمر بسجن رسول دون تسجيل، بناءً على طلب مدير المخابرات المركزية جورج تينيت.
كان يُطلق على رسول لقب "تريبل إكس" لأنه، نظرًا لاحتجازه خارج السجلات الرسمية، لم يتعرف حراسه على اسمه الحقيقي. وعندما أصبحت بعض تفاصيل احتجازه معروفة للعامة، تم اقتراح أن السبب وراء احتجازه السري لمدة سبعة أشهر دون استجواب هو أنه ضاع. وبسبب الأمر القضائي بإبقائه خارج السجلات، فقد نسي الذين كانوا سيتعين عليهم استجوابه أو لم يتمكنوا من العثور عليه. منذ عام 2004، لا يُعرف مكانه الحالي.

## الروابط الخارجية
- Transcript of a briefing, from Secretary Rumsfeld, where he answers questions on ghost detainees, June 17, 2004
- Rumsfeld Ordered Prisoner Hidden, CBS News, June 17, 2004
- Rumsfeld ordered secret detention of Iraqi suspect, The Guardian, June 18, 2004
- Iraq's invisible man: A 'ghost' inmate's strange life behind bars, U.S. News & World Report, June 28, 2004
- Hiding a bad guy named Triple X: How the military treated some inmates at Abu Ghraib like 'ghosts', U.S. News & World Report, June 28, 2004
- Army, CIA Agreed on 'Ghost' Prisoners, Washington Post, March 11, 2005
- David Weissbrodt, Amy Bergquist: Extraordinary Rendition: A Human Rights Analysis